# Nils Gyllenstierna (1648–1720)
Nils Carlsson Gyllenstierna, greve Gyllenstierna af Fogelvik 1706, född 13 oktober 1648 i Wismar död 30 mars 1720, var en svensk militär (kavallerist), ämbetsman; överste 1677, generalmajor 1693, landshövding i Jönköpings län 1693, generallöjtnant 1696, general 1698, generalguvernör i Bremen-Verden 1698, kungligt råd 1705, fältmarskalk 1709, president i Krigskollegium 1710. Han var son till Carl Gyllenstierna af Lundholm.

## Biografi
Efter studier vid universiteten i Rostock och Königsberg, inträdde Gyllenstierna i svensk krigstjänst 1666 där han blev kapten 1668. Åren 1669–1672 företog han en resa genom de flesta av Europas länder och tog vid utbrottet av kriget mellan Frankrike och Holland 1672 tjänst i furstbiskopen av Münsters armé, med vilken han deltog i den fruktlösa belägringen av Groningen 1672. Han övergick sedan i holländsk krigstjänst, där han 1674 utnämndes till överstelöjtnant.
Vid skånska krigets utbrott hemkallades han 1675 och blev 1677 överste för ett av honom själv uppsatt regemente, med vilket han på ett utmärkt sätt deltog. Vid krigets slut utnämndes han 1679 till chef för Norra skånska kavalleriet. 1693 befordrades han till generalmajor i kavalleriet och landshövding i Jönköpings län. 1696 blev han generallöjtnant och guvernör i Wismar. 1698 avancerade han till general i kavalleriet och generalguvernör över Bremen-Verden. 1699 utnämndes han till befälhavare över svenska trupperna i Tyskland. Vid danska krigets utbrott 1700 övergick Gyllenstierna Elbe med 10 000 man och slog danskarna vid Reinbek.
1702 tillförde han konung Karl XII i Polen en förstärkning med 12 000 man. 1705 utnämndes han till kungligt råd och 1706 upphöjdes han till greve af Fogelvik. Han introducerades 17 december 1713 (vilket senare skulle räknas som 1719 p.g.a bytet till Gregoriansk kalender 1753) under nr 47 med namnet greve Gyllenstierna af Fogelvik.
Karl Knutsson (Bonde) tycks ha gett bort Fågelvik till sin dotter Kristina omedelbart efter hennes bröllop (1446) med riddaren Erik Eriksson till Fågelvik, stamfader för svenska ätten Gyllenstierna, i vars ägo Fågelvik var till början av 1700-talet, då det genom greve Nils dotters giftermål (1711) med greve Arvid Horn senare kom till ätten Horn af Kanckas.
1708 besatte han tillsammans med nedersachsiska kretsens trupper staden Hamburg med anledning av inre oroligheter där och utnämndes, efter detta uppdrags lyckliga utförande, 1709 till fältmarskalk. 1710  blev han utnämnd till president i krigskollegium. 1714 till 1719 innehade han befälet över trupperna i Skåne.
Han slöt själv ätten Gyllenstierna af Fogelvik på svärdssidan 30 mars 1720, och hans dotter ärvde Fågelvik. genom dotterns giftermål (1711) med greve Arvid Horn kom Fågelvik senare till ätten Horn af Kanckas.